# 卡内拉什 (加亚新城)
卡内拉什（葡萄牙語：Canelas）是葡萄牙波尔图区的一个堂区。总面积7.47平方公里，总人口12303人，人口密度1647人/平方公里。

## 友好城市
- 法國 朗贡